# 아사누마 이네지로
아사누마 이네지로(浅沼稲次郎, 1898년 12월 27일 ~ 1960년 10월 12일)는 일본의 정치인으로 일본사회당의 3대 위원장을 지냈으며 1960년 우익 청년 야마구치 오토야에게 암살당했다.
도쿄도 고토구의 미야케 마을 출생으로 1923년 와세다 대학 경제학부를 졸업하고 사회주의 운동을 시작해 1925년 일본 최초의 무산자를 대상으로 한 단일 정당 농민노동당의 서기장으로 추천되었으나 창당 3시간만에 정부의 명령으로 해산당한다.
1926년 노동농민당이 결성되지만 우파 사회민중당, 중간파 일본노동당, 좌파 노동농민당으로 분열되고 아사누마는 일본노동당에 참여해 1932년 분열된 정당들을 규합해 사회대중당을 창당했다. 이때 서기장 아소 히사의 군부에게 협력해 사회주의 혁명을 실현하자는 이념을 지지했다.
1940년 아소의 사망 후 정신적 혼란을 겪으며 1942년 총선에서 사퇴하고 1945년 일본사회당에 결성되자 조직 부장에 취임했다. 1947년 서기장이던 니시오 스에히로가 가타야마 데쓰 내각에 입당해 서기장 대리가 되었고 1948년 정식 서기장이 되어 1949년 중의원 선거에서 가타야마가 낙선해 임시 위원장 자리에 공백이 되자 국회 수반에 지명된다.
한때 잠시 물러났으나 1950년 복귀해 1951년 샌프란시스코 강화 조약과 미일 안전 보장 조약을 둘러싸고 좌파와 우파가 충돌하자 절충안을 내놓았으나 좌우 분열을 막을 순 없었다. 1955년 사회당 통일로 서기장에 취임하고 1959년 중국을 방문해 미국이 중국과 일본 공동의 적이라는 강도 높은 발언을 했다.
1960년 3월 23일 니시오 스에히로의 탈당으로 민주사회당이 결성되고 스즈키 모사부로 위원장이 사임하자 후임 위원장으로 임명되었다.
1960년 10월 12일 도쿄 히비야공회당에서 열린 자민당, 민주사회당 3당 당수 연설회에서 연설을 하던 중 우익 청년 야마구치 오토야의 칼에 찔려 암살당했다.